# Łukaszewo (powiat golubsko-dobrzyński)
Łukaszewo – wieś w Polsce położona w województwie kujawsko-pomorskim, w powiecie golubsko-dobrzyńskim, w gminie Zbójno.

## Podział administracyjny
W latach 1975–1998 miejscowość administracyjnie należała do województwa włocławskiego.

## Demografia
Według Narodowego Spisu Powszechnego (III 2011 r.) wieś liczyła 168 mieszkańców. Jest dwunastą co do wielkości miejscowością gminy Zbójno.

## Ochrona przyrody
W Łukaszewie znajduje się część Obszaru Chronionego Krajobrazu Drumliny Zbójeńskie. Ze względu na swoiste cechy terenu, zamieszkało tu wiele rzadkich gatunków zwierząt m.in.: bobry, borsuki, bażanty, sarny, zające oraz wiele gatunków ptaków.